# Piotr Gawroński
Pour les articles homonymes, voir Gawronski.
Piotr Gawroński, né le 25 mars 1990, est un coureur cycliste polonais. Il a remporté la médaille d'or de la course en ligne aux championnats d'Europe 2010, ancien membre de l'équipe CCC Polsat Polkowice de 2012 à 2014.

## Biographie
En catégorie junior, Piotr Gawroński est médaillé de bronze du championnat d'Europe du contre-la-montre en 2007 et médaillé de bronze du championnat d'Europe sur route en 2008.
En 2010, il devient champion d'Europe sur route espoirs. Il participe aux championnats du monde sur route dans cette catégorie. Il y est 21e du contre-la-montre et 41e de la course en ligne.

## Palmarès
- 2007
  -  Médaillé de bronze au championnat d'Europe du contre-la-montre juniors
- 2008
  - 1re étape de la Course de la Paix juniors
  -  Médaillé de bronze au championnat d'Europe sur route juniors
- 2010
  -  Champion d'Europe sur route espoirs
  - 2e du Trophée Matteotti espoirs
- 2012
  - Prologue du Bałtyk-Karkonosze Tour
- 2014
  - 1re étape du Dookoła Mazowsza (contre-la-montre par équipes)

## Classements mondiaux
| Année           | 2009  | 2010 | 2011 | 2012 | 2013 | 2014  |
| --------------- | ----- | ---- | ---- | ---- | ---- | ----- |
| UCI Europe Tour | 1181e | 179e |      |      |      | 1057e |